# Колотилово (Московская область)
Колотилово — деревня в Дмитровском районе Московской области, в составе сельского поселения Якотское. Население — 5 чел. (2010). До 2006 года Колотилово входило в состав Слободищевского сельского округа.

## Расположение
Деревня расположена в северо-восточной части района, недалеко от границы с Сергиево-Посадским, примерно в 18 км к северо-востоку от Дмитрова, на суходоле, высота центра над уровнем моря 152 м. Ближайшие населённые пункты — Карцево на северо-западе, Слободищево на востоке и Мартыново на юго-востоке.

## Население
| 2002 | 2006 | 2010 |
| ---- | ---- | ---- |
| 2    | ↘1   | ↗5   |